# Beddomeia hallae
Beddomeia hallae é uma espécie de gastrópode  da família Hydrobiidae.
É endémica da Austrália.